# Tour de l'Ain 2005
Il Tour de l'Ain 2005, diciassettesima edizione della corsa, si svolse dal 7 al 10 agosto 2005 su un percorso di 578 km ripartiti in 4 tappe, con partenza da Saint-Vulbas e arrivo a Lélex. Fu vinto dal francese Carl Naibo della Bretagne-Jean Floc'h davanti ai suoi connazionali Ludovic Turpin e Samuel Plouhinec.

## Tappe
| Tappa  | Data      | Percorso                    | km  | Vincitore di tappa   | Leader cl. generale |
| ------ | --------- | --------------------------- | --- | -------------------- | ------------------- |
| 1ª     | 7 agosto  | Saint-Vulbas > Lagnieu      | 147 | Cristian Moreni      | Cristian Moreni     |
| 2ª     | 8 agosto  | Pont-d'Ain > Ceyzériat      | 165 | Leonardo Fabio Duque | Cristian Moreni     |
| 3ª     | 9 agosto  | Belley > Grand Colombier    | 140 | Carl Naibo           | Carl Naibo          |
| 4ª     | 10 agosto | Saint-Genis-Pouilly > Lélex | 126 | Samuel Plouhinec     | Carl Naibo          |
| Totale | Totale    | Totale                      | 578 |                      |                     |

## Dettagli delle tappe

### 1ª tappa
- 7 agosto: Saint-Vulbas > Lagnieu – 147 km

| Pos. | Corridore          | Squadra         | Tempo    |
| ---- | ------------------ | --------------- | -------- |
| 1    | Cristian Moreni    | Quick Step      | 3h25'45" |
| 2    | Francesco Bellotti | Crédit Agricole | s.t.     |
| 3    | Ludovic Turpin     | AG2R            | s.t.     |

| Pos. | Corridore          | Squadra         | Tempo    |
| ---- | ------------------ | --------------- | -------- |
| 1    | Cristian Moreni    | Quick Step      | 3h25'35" |
| 2    | Francesco Bellotti | Crédit Agricole | a 2"     |
| 3    | Ludovic Turpin     | AG2R            | a 6"     |

### 2ª tappa
- 8 agosto: Pont-d'Ain > Ceyzériat – 165 km

| Pos. | Corridore            | Squadra       | Tempo |
| ---- | -------------------- | ------------- | ----- |
| 1    | Leonardo Fabio Duque | Jartazi Revor |       |
| 2    | Stéphane Petilleau   | Bretagne      |       |
| 3    | Mickaël Buffaz       | Agritubel     |       |

| Pos. | Corridore          | Squadra         | Tempo    |
| ---- | ------------------ | --------------- | -------- |
| 1    | Cristian Moreni    | Quick Step      | 7h31'04" |
| 2    | Francesco Bellotti | Crédit Agricole | a 2"     |
| 3    | Ludovic Turpin     | AG2R            | a 6"     |

### 3ª tappa
- 9 agosto: Belley > Grand Colombier – 140 km

| Pos. | Corridore            | Squadra  | Tempo    |
| ---- | -------------------- | -------- | -------- |
| 1    | Carl Naibo           | Bretagne | 3h47'08" |
| 2    | Luis Pérez Rodríguez | Cofidis  | a 58"    |
| 3    | Ludovic Turpin       | AG2R     | a 1'07"  |

| Pos. | Corridore       | Squadra    | Tempo     |
| ---- | --------------- | ---------- | --------- |
| 1    | Carl Naibo      | Bretagne   | 11h18'44" |
| 2    | Ludovic Turpin  | AG2R       | a 37"     |
| 3    | Cristian Moreni | Quick Step | a 39"     |

### 4ª tappa
- 10 agosto: Saint-Genis-Pouilly > Lélex – 126 km

| Pos. | Corridore            | Squadra         | Tempo    |
| ---- | -------------------- | --------------- | -------- |
| 1    | Samuel Plouhinec     | Bretagne        | 3h22'22" |
| 2    | Nicolas Vogondy      | Crédit Agricole | a 1'06"  |
| 3    | Leonardo Fabio Duque | Jartazi Revor   | s.t.     |

| Pos. | Corridore        | Squadra  | Tempo     |
| ---- | ---------------- | -------- | --------- |
| 1    | Carl Naibo       | Bretagne | 14h42'12" |
| 2    | Ludovic Turpin   | AG2R     | a 37"     |
| 3    | Samuel Plouhinec | Bretagne | a 44"     |

## Classifiche finali

### Classifica generale
| Pos. | Corridore            | Squadra              | Tempo     |
| ---- | -------------------- | -------------------- | --------- |
| 1    | Carl Naibo           | Bretagne-Jean Floc'h | 14h42'12" |
| 2    | Ludovic Turpin       | Ag2r Prévoyance      | a 37"     |
| 3    | Samuel Plouhinec     | Bretagne-Jean Floc'h | a 44"     |
| 4    | Luis Pérez Rodríguez | Cofidis              | a 1'02"   |
| 5    | Rémy Di Gregorio     | FDJ                  | a 2'23"   |
| 6    | Benoît Salmon        | Agritubel            | a 4'12"   |
| 7    | Francesco Bellotti   | Crédit Agricole      | a 4'55"   |
| 8    | Preben Van Hecke     | Davitamon-Lotto      | a 4'59"   |
| 9    | Julien Mazet         | Auber '93            | a 5'38"   |
| 10   | Cristian Moreni      | Quick Step           | a 5'46"   |